# Alec Hardinge
Alexander Henry Louis Hardinge, 2e baron Hardinge de Penshurst, (17 mai 1894-29 mai 1960) est secrétaire privé du souverain pendant la crise d'abdication d'Édouard VIII et pendant la majeure partie de la Seconde Guerre mondiale.

## Jeunesse
Hardinge est né en 1894, le fils de Charles Hardinge (qui est créé baron Hardinge de Penshurst en 1910 et sert comme vice-roi de l'Inde de 1910 à 1916).
Hardinge fait ses études à la Harrow School et au Trinity College de Cambridge.
Il est nommé dans les Grenadier Guards et combat pendant la Première Guerre mondiale, est lieutenant et reçoit la Croix militaire. Il est Aide de camp du vice-roi de l'Inde entre 1915 et 1916. En 1920, il devient secrétaire privé adjoint de George V et est promu capitaine. Le 8 février 1921, il épouse Helen Gascoyne-Cecil (une fille d'Edward Gascoyne-Cecil) et ils ont trois enfants. En 1929, il est promu major.
Hardinge est secrétaire privé adjoint jusqu'à la mort de George V en janvier 1936.

## Secrétaire privé d'Édouard VIII et George VI
Il est promu secrétaire privé lors de l'avènement d'Édouard VIII, contribuant à des négociations délicates entre le nouveau roi et le gouvernement britannique dans la perspective de l'abdication du roi en décembre 1936. Il continue dans ce poste sous George VI jusqu'à sa retraite anticipée en 1943. Il envoie une lettre d'avertissement à Edward, reçue le 13 novembre 1936, qui montre une consultation préalable avec le Premier ministre Stanley Baldwin, qui, avec son cabinet, a de sérieux doutes quant à l'aptitude de Wallis Simpson comme possible épouse du monarque. La nature précise et l'étendue de sa loyauté sont donc constitutionnelles . En 1940, il reçoit la Médaille du service long et fidèle de la maison royale pour 20 ans de service à la famille royale.

## Mort et héritage
Hardinge est décédé en 1960 et son titre passe à son fils, George. Sa femme Helen écrit sa biographie Loyal to Three Kings, William Kimber, Londres 1967.